# Місяцева прецесія

Збурювання Сонцем орбіти Місяця.

Прецесія — явище, при якому вісь обертання тіла змінює свій напрям в просторі під дією моменту зовнішньої сили. Орбіта Місяця має два важливі прецесійні рухи. Причиною місяцевої прецесії є збурення, створені приливним впливом Сонця.

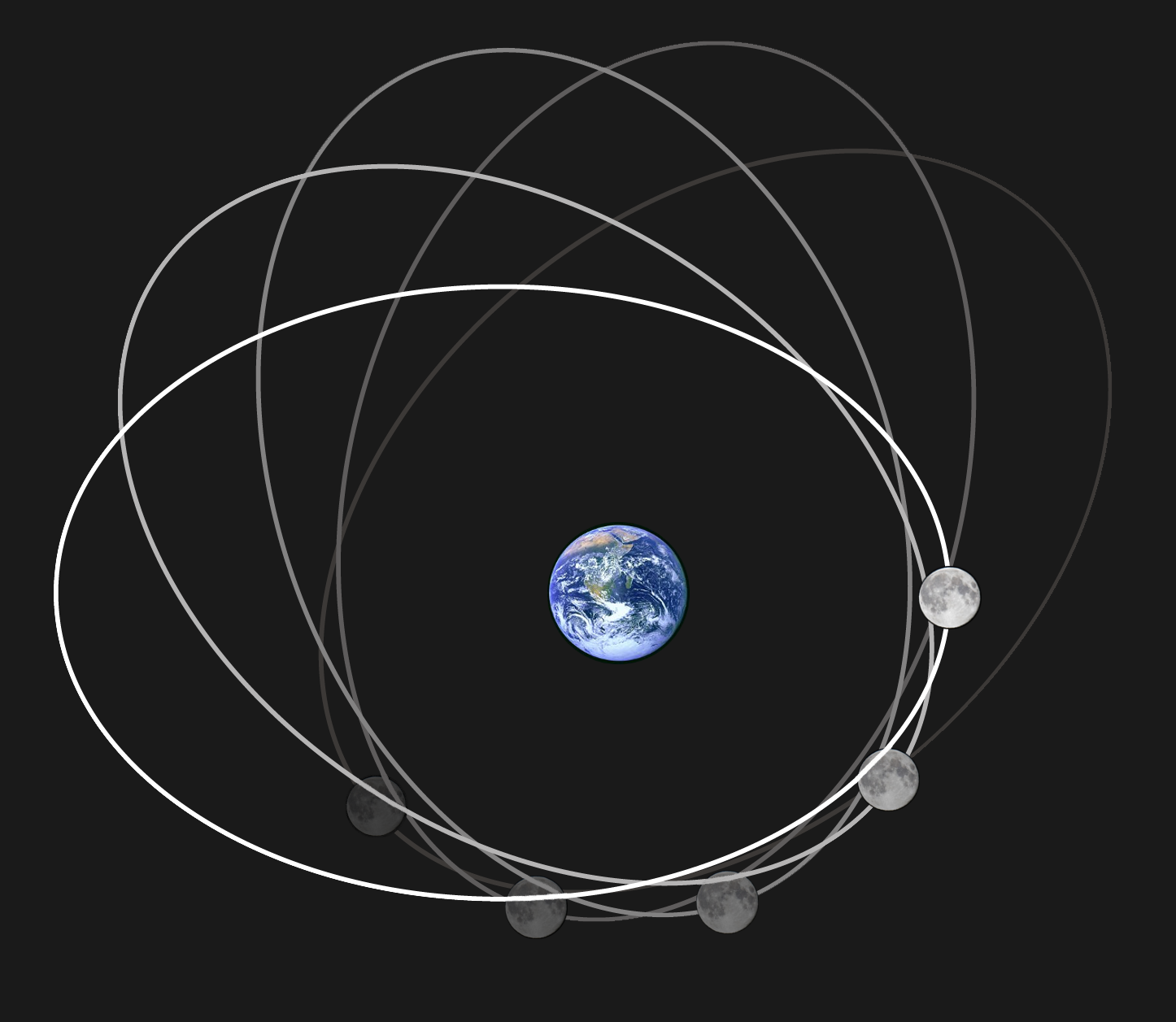
Орбітальна прецесія — зміна напрямку лінії апсид місячної орбіти з періодом 8,85 років.

## Орбітальна прецесія
За першого наближення орбіта Місяця має вигляд еліпсу із Землею в одному з фокусів. Однак лінія апсид цього еліпса не є нерухомою у просторі, вона повертається у східному напрямку (тобто в тому ж напрямку, в якому Місяць обертається навколо Землі). Унаслідок орбітальної прецесії аномалістичний місяць (період часу, за котрий Місяць двічі проходить через перигей своєї орбіти: {\displaystyle T_{A}=27,554551} діб, або 27 дн. 13 год 18 хв 33,2 сек) трохи перевищує період обертання Місяця навколо Землі (зоряний місяць: {\displaystyle T_{S}=27,321661} діб, або 27 дн. 7 год. 43 хв 11,5 с). Період орбітального прецесії {\displaystyle P_{O}} місяцевої орбіти становить приблизно 3233 діб, або 8,85 років (близько 8 років 10 місяців). Ця величина розраховується за формулою
{\displaystyle {\frac {1}{P_{O}}}={\frac {1}{T_{S}}}-{\frac {1}{T_{A}}}.}

## Прецесія вузлів

Вузли Місяця — точки перетину Місячної орбіти з екліптикою.

Сама площина місячної орбіти також обертається, описуючи широкий конус у просторі. Внаслідок цього вузли місячної орбіти колують небозводом на захід (тобто в напрямку, протилежному напрямку обертання Місяця навколо Землі). Унаслідок прецесії вузлів драконічний місяць (проміжок часу між двома послідовними проходженнями Місяця через той ж самий вузол: {\displaystyle T_{D}=27,2122204} діб, або 27 дн 5 год 5 хв 35,8 с) трохи менше за зоряний місяць. Період прецесії вузлів {\displaystyle P_{N}} дорівнює 6793 днів, або 18,6 років. Ця величина визначається за формулою
{\displaystyle {\frac {1}{P_{N}}}={\frac {1}{T_{D}}}-{\frac {1}{T_{S}}}.}
Завдяки орбітальній прецесії кожні 18,6 років діапазон зміни схилення Місяця досягає найбільшого значення.